# 城所あゆね
城所 あゆね（きどころ あゆね、1998年9月12日 - ）は、日本のタレント、モデル、レポーター、ラジオパーソナリティ。愛知県豊橋市出身。愛称は「ガッツポーズお姉さん」。

## 略歴
2019年頃から芸能活動を行っていたが、養護教諭になるための学業を優先するため休止する。
大学4年生だった2021年（令和3年）4月22日に豊田スタジアムでの名古屋グランパス対ガンバ大阪をサポーターとして観戦。山崎凌吾が先制ゴールを決めた瞬間にガッツポーズをしたのが中継に映る。そのガッツポーズの映像が名古屋グランパスの公式ツイッターなどのSNSで拡散され、「ガッツポーズお姉さん」として話題となる。ガッツポーズの動画の再生回数は239万回（2021年当時）を超える。同年FOOT×BRAINアウォーズのグッドサポート部門を受賞する。
このガッツポーズで話題になった直後（2021年5月時点）は養護教員の資格をとって地元での就職を考えており、芸能活動はしないと考えていたが、同年中に芸能活動を再開。2024年現在はグランパス関連の仕事が中心である。

## 人物
- 趣味はサッカー、サッカー観戦。特技はバリトンサックス[3]。
- サッカーを好きになったのはテレビで2014 FIFAワールドカップの日本対コートジボワールの試合を観たことがきっかけである。その際に川島永嗣の姿に憧れる。その後、地元愛知県のクラブである名古屋グランパスにも興味を持ち、2019年からグランパスのサポーターとなり、ホーム開幕戦を観戦して以来、グランパスのホームゲームは1試合も欠かさずに観戦している[1]。

## 出演

### テレビ番組
- あさドレ♪（中京テレビ） - コメンテーター（2024年10月2日 - ）
- グランパススタジアム（ひまわりネットワーク）
- FOOT×BRAIN（テレビ東京）（2022年12月24日）

### ラジオ番組
- ビギナーズ（CBCラジオ）（2022年10月 - 2023年3月）
- 城所あゆねのグランパスタイム（CBCラジオ）（2023年4月 - ）